# Joe De Santis
Pour les articles homonymes, voir De Santis.
Joseph Vito Marcello De Santis, dit Joe De Santis, est un acteur et sculpteur américain, né le 15 juin 1909 à New York (État de New York) et mort le 30 août 1989 à Provo (Utah).

## Biographie
Né de parents italiens immigrés aux États-Unis, Joe De Santis entame sa carrière d'acteur au théâtre, jouant notamment dans sa ville natale à Broadway, où il débute en décembre 1932 dans Cyrano de Bergerac d'Edmond Rostand (avec Walter Hampden dans le rôle-titre).
Suivent onze autres pièces à Broadway, dont Journey to Jerusalem de Maxwell Anderson (1940, avec Fay Baker et Arlene Francis) et The Searching Wind de Lillian Hellman (1944-1945, avec Montgomery Clift et Barbara O'Neil). Après une avant-dernière pièce en 1961, il revient une ultime fois à Broadway en 1980, dans Horowitz and Mrs. Washington d'Henry Denker (avec Sam Levene et Esther Rolle dans les rôles-titre).
Au cinéma, il contribue à vingt-huit films américains, le premier étant La Furie des tropiques d'André de Toth (avec Richard Widmark et Linda Darnell), sorti en 1949 ; les deux derniers sortent respectivement en 1973 et 1987 (deux ans avant sa mort).
Entretemps, mentionnons Bas les masques (1952, avec Humphrey Bogart et Ethel Barrymore) et le western Les Professionnels (1966, avec Burt Lancaster et Lee Marvin), tous deux réalisés par Richard Brooks, ainsi que Je veux vivre ! de Robert Wise (1958, avec Susan Hayward et Simon Oakland).
Pour la télévision, Joe De Santis collabore à sept téléfilms disséminés de 1959 à 1985.
Mais surtout, il apparaît dans cent-seize séries de 1949 à 1977, dont Les Incorruptibles (cinq épisodes, 1959-1963), la série-western Bonanza (quatre épisodes, 1961-1970) et Mission impossible (trois épisodes, 1967-1970).
Enfin, il se produit aussi dans des émissions radiophoniques.
Par ailleurs sculpteur, Joe De Santis réalise notamment un buste en bronze de Walter Hampden dans Cyrano de Bergerac et une statuette en bois d'Arlene Francis dans Journey to Jerusalem (pièces précitées représentées à Broadway).

## Théâtre à Broadway (intégrale)
- 1932-1933 : Cyrano de Bergerac d'Edmond Rostand, mise en scène et production de Walter Hampden : Cuigy
- 1936 : St Helena (St. Helena) de R. C. Sherriff et Jeanne de Casalis : Dr Antommarchi
- 1940 : Journey to Jerusalem (en) de Maxwell Anderson, mise en scène d'Elmer Rice : le devin
- 1941 : Walk Into My Parlor d'Alexander Greendale : Luigi
- 1943 : Men in the Shadow de Mary Hayley Bell : Moy
- 1944-1945 : The Searching Wind de Lillian Hellman, mise en scène et production d'Herman Shumlin : le deuxième serveur
- 1946 : The Front Page de Ben Hecht et Charles MacArthur : Diamond Louis
- 1952 : Golden Boy de (et mise en scène par) Clifford Odets : Eddie Fuselli (en remplacement de Joseph Wiseman)
- 1952 : In Any Language d'Edmund Beloin et Henry Garson, mise en scène de George Abbott, décors et costumes de Raoul Pène Du Bois : Aldo Carmenelli
- 1959 : The Highest Tree de (et mise en scène par) Dore Schary : John Devereaux (en doublure de Larry Gates) / Bronislau Partos
- 1961 : Daughter of Silence de Morris L. West, mise en scène de Vincent J. Donehue, décors d'Oliver Smith, costumes d'Helene Pons et Oliver Smith : le professeur Emilio Galuzzi
- 1980 : Horowitz and Mrs. Washington d'Henry Denker, mise en scène de Joshua Logan : Samuel Horowitz (en doublure de Sam Levene) / Dr Tannenbaum

## Filmographie partielle

### Cinéma
- 1949 : La Furie des tropiques (Slattery's Hurricane) d'André de Toth : Gregory
- 1951 : L'Homme au manteau noir (The Man with a Cloak) de Fletcher Markle : Joseph Martin
- 1952 : Bas les masques (Deadline – U.S.A.) de Richard Brooks : Herman Schmidt
- 1956 : Tension à Rock City (Tension at Table Rock) de Charles Marquis Warren : Ed Burrows
- 1956 : La Dernière Chasse (The Last Hunt) de Richard Brooks : Ed Black
- 1957 : Un seul amour (Jeanne Eagels) de George Sidney : Frank Satori
- 1957 : Pleine de vie (Full of Life) de Richard Quine : le père Gondolfo
- 1957 : La Femme et le Rôdeur (The Unholy Wife) de John Farrow : Gino Verdugo
- 1958 : Je veux vivre ! (I Want to Live!) de Robert Wise : Al Matthews
- 1958 : L'Aventurier du Texas (Buchanan Rides Alone) de Budd Boetticher : Esteban Gomez
- 1959 : Al Capone de Richard Wilson : « Big Jim » Colosimo
- 1959 : The Flying Fontaines de George Sherman : Roberto Rias
- 1959 : La Fin d'un voyou (Cry Tough) de Paul Stanley : Juan Antonio Hernando Cortez
- 1961 : Le Dompteur de femmes (The George Raft Story) de Joseph M. Newman : Frankie Donatella
- 1961 : Un vent froid en été (en) (A Cold Wind in August) d'Alexander Singer : Papa Pellegrino
- 1966 : Madame X de David Lowell Rich : Carter
- 1966 : Les Professionnels (The Professionals) de Richard Brooks : Ortega
- 1966 : Beau Geste le baroudeur (Beau Geste) de Douglas Heyes : le major Beaujolais
- 1966 : Sursis pour une nuit (A American Dream) de Robert Gist : Eddie Ganucci
- 1967 : Minuit sur le grand canal (The Venetian Affair) de Jerry Thorpe : Jan Aarvan
- 1968 : El Gringo (Blue) de Silvio Narizzano : Carlos
- 1968 : Les Frères siciliens (The Brotherhood) de Martin Ritt : Pietro Rizzi

### Télévision

#### Séries télévisées

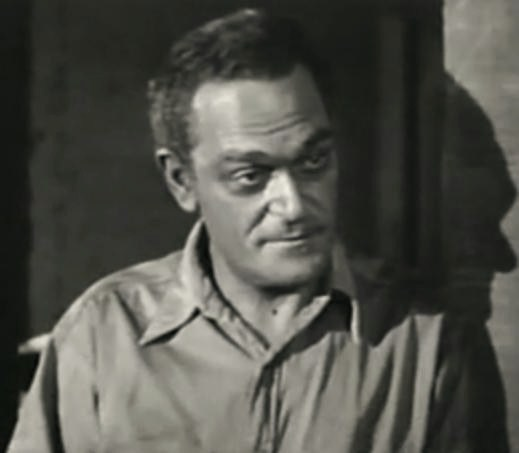
Dans The Court of Last Resort, épisode The Mary Morales Case (1958)

- 1955-1968 : Gunsmoke ou Police des plaines (Gunsmoke ou Marshal Dillon)
  - Saison 1, épisode 4 Home Surgery (1955) de Charles Marquis Warren : M. Hawtree
  - Saison 2, épisode 20 Gone Straight (1957) de Ted Post : Gunter
  - Saison 13, épisode 22 The Jackals (1968) d'Alvin Ganzer : le shérif Mark Handlin
  - saison 14, épisode 1 Lyle's Kid (1968) de Bernard McEveety : Hoxy
- 1958 : Au nom de la loi (Wanted: Dead or Alive)
  - Saison 1, épisode 4 Signe de piste (Dead End) de Thomas Carr : Luis Portilla
- 1958 : The Court of Last Resort (en)
  - Saison unique, épisode 23 The Mary Morales Case de James Goldstone : Juan Morales
- 1958-1965 : Perry Mason, première série
  - Saison 1, épisode 33 The Case of the Long-Legged Models (1958) : George Castle
  - Saison 2, épisode 13 The Case of the Borrowed Brunette (1959) : Melvin Slater
  - Saison 8, épisode 25 The Case of the Deadly Debt (1965) de Jesse Hibbs : Louie Parker
- 1959 : Alfred Hitchcock présente (Alfred Hitchcock Presents)
  - Saison 4, épisode 30 A Night with the Boys de John Brahm : le lieutenant de police
- 1959-1960 : Sugarfoot
  - Saison 2, épisode 14 The Royal Raiders (1959) de Leslie H. Martinson : le général Carlos José Perez
  - Saison 3, épisode 16 The Corsican (1960) : Gherardo Fregoso
- 1959-1960 : Cheyenne
  - Saison 4, épisode 3 The Rebellion (1959) de George Waggner : Manuel Lagrone
  - Saison 5, épisode 3 Road to Three Graves (1960) de Leslie H. Martinson : Manuel Loza
- 1959-1960 : Rawhide
  - Saison 1, épisode 2 Le Trouble-fête (Incident at Alabaster Rain, 1959) de Richard Whorf : Justice Cardin
  - Saison 2, épisode 11 La Lumière bleue (Incident of the Blue Fire, 1960) de Charles Marquis Warren : Jed Bates
  - Saison 3, épisode 9 La Captive (Incident of the Captive, 1960) de Stuart Heisler : Ellis Crowley
- 1959-1963 : Les Incorruptibles (The Untouchables)
  - Saison 1, épisode 12 Réseau clandestin (The Underground Railway, 1959) de Walter Grauman : Daniel Oates
  - Saison 2, épisode 3 Nicky (1960) de Walter Grauman et épisode 19 L'Histoire de Nick Moses (The Nick Moses Story, 1961) d'Herman Hoffman : Louis Natito
  - Saison 4, épisode 20 Le Brocanteur (Junk Man, 1963 - Victor Salazar) de Paul Wendkos et épisode 29 Ligne de tir (Line of Fire, 1963 - Janos « Jake » Szabo) de Robert Butler
- 1959-1963 : 77 Sunset Strip
  - Saison 1, épisode 21 In Memoriam (1959) de Richard L. Bare : le colonel Vargas
  - Saison 3, épisode 2 The Fanatics (1960 - Mustafa Caleb), épisode 24 Face in the Window (1961 - Milton Garvey) de Robert Douglas, épisodes 37 et 38 Hot Tamale Caper, Parts I & II (1961 - Señor Valdez) de George Waggner
  - Saison 4, épisode 35 Flight from Escondido (1962) de Robert Douglas : le général Gutierrez
  - Saison 5, épisode 10 Adventure in San Dede (1962) de Leslie H. Martinson : Hidalgo
  - Saison 6, épisode 8 Don't Wait for Me (1963) d'Abner Biberman : M. Costa
- 1961 : Maverick
  - Saison 4, épisode 16 A State of Siege de Robert B. Sinclair : Don Manuel Lozaro
- 1961 : Hong Kong
  - Saison unique, épisode 25 The Innocent Exile : Hernandez
- 1961-1970 : Bonanza
  - Saison 2, épisode 28 The Rival (1961) de Robert Altman : Morehouse
  - Saison 3, épisode 26 Look to the Stars (1962) de Don McDougall : Samuel Michelson
  - Saison 9, épisode 1 Second Chance (1967) : Dr Isaac Dawson
  - Saison 11, épisode 24 Decision at Los Robles (1970) de Michael Landon : le père Xavier
- 1962 : Route 66 (titre original)
  - Saison 2, épisode 30 A Feat of Strenght de David Lowell Rich : Rudy Steiner
- 1962 : Échec et mat (Checkmate)
  - Saison 2, épisode 33 Down the Gardenia Path de Ralph Senensky : Joe Angelo
- 1963 : Les Hommes volants (Ripcord)
  - Saison 2, épisode 9 Flight to Terror : Louis Santee
- 1963 : Les Accusés (The Defenders)
  - Saison 2, épisode 30 Judgment Eve de David Greene : le procureur de district
- 1963 : Au-delà du réel (The Outer Limits)
  - Saison 1, épisode 8 Le Facteur humain (The Human Factor) d'Abner Biberman : le colonel William Campbell
- 1963-1965 : Le Virginien (The Virginian)
  - Saison 1, épisode 28 The Mountain of the Sun (1963) de Bernard McEveety : le général Rodello
  - Saison 4, épisode 6 Ring of Silence (1965) : Juan Pablo
- 1964 : La Grande Caravane (Wagon Train)
  - Saison 7, épisode 32 The Last Circle Up : Samuel Moses
- 1964 : Le Fugitif (The Fugitive)
  - Saison 2, épisode 10 The Cage de Walter Grauman : Vardez
- 1964-1966 : Le Jeune Docteur Kildare (Dr Kildare)
  - Saison 3, épisode 19 Onions, Garlic and Flowers That Bloom in the Spring (1964) de John Newland : Enrico Conti
  - Saison 5, épisode 51 The Art of Taking a Powder (1966) d'Herschel Daugherty et épisode 52 Reed the Book and Then See the Picture (1966) d'Herschel Daugherty : Bruno Rossi
- 1965 : Voyage au fond des mers (Voyage to the Bottom of the Sea)
  - Saison 1, épisode 17 La Dernière Bataille (The Last Battle) de Felix E. Feist : Miklos
- 1965 : Daniel Boone
  - Saison 1, épisode 15 The Prophet de Robert D. Webb : Jigossassee
- 1965 : Le Proscrit (Branded)
  - Saison 1, épisode 3 The Test : Chief Looking Glass
- 1965 : Suspicion (The Alfred Hitchcock Hour)
  - Saison 3, épisode 28 Night Fever : Jake Martinez
- 1965 : L'Extravagante Lucy (The Lucy Show)
  - Saison 4, épisode 2 Lucy and the Golden Greek : le maître d'hôtel
- 1965 : Les Monstres (The Munsters)
  - Saison 2, épisode 4 Le Roi de la photo (Herman Munster, Shutterbug) d'Earl Bellamy : Lou
- 1966 : Laredo
  - Saison 1, épisode 19 The Would-Be Gentleman of Laredo d'Earl Bellamy : Don Miguel
- 1967 : Match contre la vie (Run for Your Life)
  - Saison 3, épisode 9 The Naked Half-Truth de Michael Ritchie : Eduardo Alonzo
- 1967-1970 : Mission impossible (Mission: Impossible)
  - Saison 1, épisode 17 Coup monté (The Frame, 1967) : Vito Scalisi
  - Saison 4, épisode 20 La Terreur (1970) de Marvin J. Chomsky : le major Marak
  - Saison 5, épisode 13 L'Otage (The Hostage, 1970) : Jorge Cabal
- 1968-1971 : Les Règles du jeu (The Name of the Game)
  - Saison 1, épisode 2 Witness (1968) de Lamont Johnson : Ricci
  - Saison 3, épisode 21 Appointment in Palermo (1971) de Ben Gazzara : Don Ignazio
- 1969 : Doris Day comédie (The Doris Day Show)
  - Saison 1, épisode 27 The Date de Bruce Bilson : Frank Gorian
- 1969 : Hawaï police d'État (Hawaii Five-0)
  - Saison 2, épisode 11 L'Escale forcée (Leopard on the Rock) : le professeur Akbar Savang
- 1970 : Le Grand Chaparral (The High Chaparral)
  - Saison 4, épisode 7 A Good Sound Profit de Corey Allen : le colonel Ruiz
- 1972 : Mannix
  - Saison 6, épisode 10 La Disparition (Harvest of Death) de Paul Krasny : Sam Maturian
- 1975 : Cannon
  - Saison 5, épisode 1 Vendetta (Nightmare) de Paul Stanley : Benito Conforte

#### Téléfilms
- 1959 : Doctor Mike d'Oscar Rudolph : Alex Bartos
- 1960 : Unsolved de Charles R. Rondeau (en) : M. Baroni
- 1973 : À pleins chargeurs (Honor Thy Father) de Paul Wendkos : Joe Magliocco
- 1974 : It's Good to Be Alive (en) de Michael Landon : M. Campanella
- 1975 : Katherine (en) de Jeremy Kagan : le père Echeverra
- 1977 : Contract on Cherry Street (en) de William A. Graham : Vincenzo Seruto